# Trauzeuge gesucht!
Trauzeuge gesucht! ist eine Filmkomödie aus dem Jahr 2009. Weltpremiere war am 20. März 2009. In Deutschland erschien der Film am 23. April 2009.

## Handlung

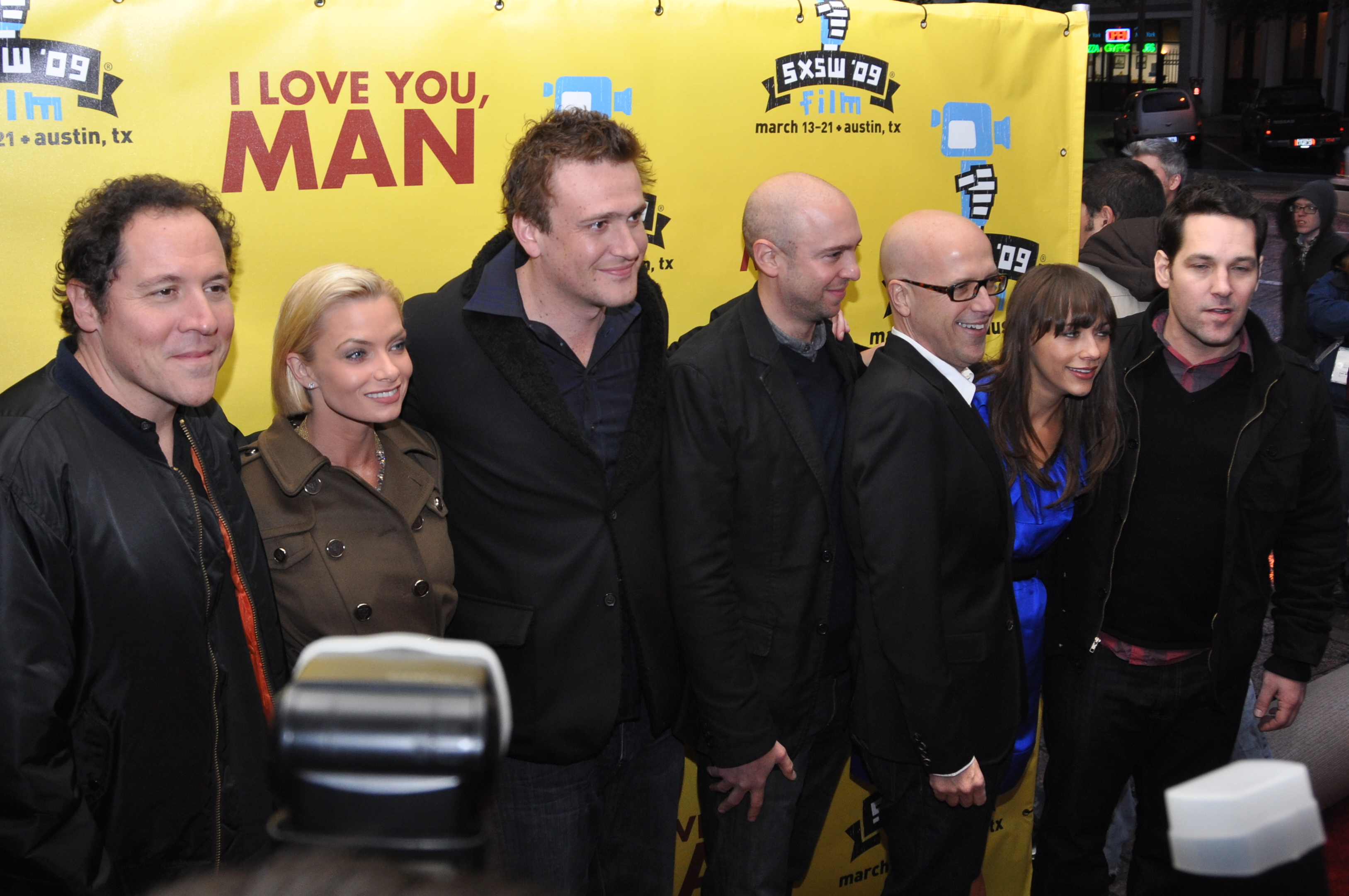
Jon Favreau, Jaime Pressly, Jason Segel, John Hamburg, Larry Levin, Rashida Jones und Paul Rudd bei der Weltpremiere in Austin, Texas im März 2009

Der Immobilienmakler Peter Klaven hat sich gerade mit Zooey Rice verlobt. Sie ruft ihre engsten Freunde an, aber Peter hat anscheinend niemandem, mit dem er die Verlobung feiern könnte. Im Haus von Peters Eltern kommt heraus, dass er ein „Freundinnen-Typ“ ist, der seine Freunde am Wegrand liegengelassen hat. Nachdem er Zooeys Freunden zuhören musste, dass sie besorgt sind, dass Peter keine Freunde hat, bemerkt er, dass er männliche Freunde braucht, damit er einen Trauzeugen für die Hochzeit hat. Peter sucht Rat bei seinem schwulen und jüngeren Bruder Robbie, wie man platonische Freunde findet.
Letztendlich lernt er bei einer Hausbesichtigung, welche dem Verkauf von Lou Ferrignos Haus dienen soll, Sydney Fife kennen. Beide freunden sich an. Er wäre bereit, Trauzeuge zu sein. Peter hat Schwierigkeiten dabei, das Haus zu verkaufen, weshalb Ferrigno den Makler wechseln will. Sydney bittet Peter um 8000 Dollar. Mit diesen kauft er Werbeflächen, was zum Streit zwischen beiden führt. Es kommt auch zum kurzzeitigen Streit zwischen Peter und Zooey. Daraufhin kommt heraus, dass die Werbeflächen Ferrigno dazu gebracht haben, Peter den Auftrag nicht zu entziehen. Zudem findet er einen Käufer. Vor der Trauung ruft Zooey Sydney an und bittet ihn, bei der Hochzeit zu erscheinen, was er auch tut. Am Ende des Films wird die Trauung gezeigt, bei welcher auch Lou Ferrigno anwesend ist.

## Produktion
Larry Levin schrieb das Skript bereits elf Jahre vor Drehbeginn. Nachdem John Hamburg das Skript bekommen hatte, schrieb er es in die Fassung um, die dann für den Film verwendet wurde.
Der Film wurde ursprünglich im Dezember 2007 angekündigt, sodass die Produktion im März 2008 beginnen sollte. Im März 2008 verriet Variety, dass die Produktionsfirma von Produzent Ivan Reitman offiziell in der letzten Märzwoche 2008 mit der Produktion beginnt.

## Soundtrack
| Titel Nummer | Title                         | Interpret               | Länge |
| ------------ | ----------------------------- | ----------------------- | ----- |
| 1            | Good Times                    | Latch Key Kid           | 2:30  |
| 2            | Oxford Comma                  | Vampire Weekend         | 3:15  |
| 3            | Tom Sawyer                    | Rush                    | 4:35  |
| 4            | Set You Free                  | The Black Keys          | 2:45  |
| 5            | Lights Out                    | Santigold               | 3:12  |
| 6            | Soul of a Man                 | Beck                    | 2:37  |
| 7            | Limelight                     | Rush                    | 4:20  |
| 8            | Let the Good Times Roll       | The Cars                | 3:47  |
| 9            | Campus                        | Vampire Weekend         | 2:56  |
| 10           | Mr. Pitiful                   | Matt Costa              | 2:55  |
| 11           | Dancing With Myself           | The Donnas              | 3:28  |
| 12           | Waterslide                    | The Bonedaddys          | 3:54  |
| 13           | Limelight                     | Paul Rudd & Jason Segel | 4:22  |
| 14           | Ain’t That a Kick in the Head | Dean Martin             | 2:26  |
| 15           | Peter and Zooey               | Teddy Shapiro           | 2:17  |

## Kritik
„Die mit vielen schlüpfrigen Witzen aufgepeppte Story zeigt Frauen, wie Männer ticken.“

„Ein Frauenfilm über zwei Heteromänner, die sich nett finden. Klingt simpel, ist es auch. Simpel und zotig. Männerfilm mit Frauenthema: so nett, so harmlos.“

„‚Trauzeuge gesucht!‘ ist eine sympathische Komödie mit eingebauter Ablachgarantie, […]“

„Die romantische Fernseh-Komödie begleitet ihre Hauptfigur durch einen amüsant inszenierten Parcours voller Fettnäpfchen und reflektiert am Rande männliche Rollenbilder.“